# BanG Dream! Episode of Roselia: Yakusoku
BanG Dream! Episode of Roselia: Yakusoku ist ein Anime-Film aus dem Massenmedien-Franchise BanG Dream!, der unter der Regie von Kōdai Kakimoto im Studio Sanzigen entstand und am 23. April 2021 in den japanischen Kinos anlief.
Dabei handelt es sich um den ersten von zwei Kinofilmen, der sich mit der fiktiven Rockband Roselia auseinandersetzt. Der zweite Film, BanG Dream! Episode of Roselia: Song I am., startet am 25. Juni gleichen Jahres. In den Vereinigten Staaten wird der Film durch ein Online-Event gezeigt.

## Handlung
Um ihr Ziel eines Tages auf der Bühne des Future World Fes, einem der größten Musikfestivals weltweit, zu stehen beschließt die Schülerin Yukina Minato eine Band gründen zu wollen. Sie begibt sich auf der Suche nach potentiellen Mitstreiterinnen und findet diese in Lisa Imai, Ako Udagawa, Rinko Shirokane und Sayo Hikawa die fortan in der Band Roselia spielen. Doch es stellt sich schnell heraus, dass die fünf Mädchen eigene Hürden zu bewältigen haben, was das gemeinsame Ziel zu gefährden droht. Sie schaffen es, ihre Probleme zu überwinden und geben sich ein gemeinsames Versprechen, gemeinsam eines Tages auf dem Future World Fes zu spielen.

## Produktion und Veröffentlichung
Am 23. April 2020 wurde nach der Ausstrahlung der letzten Episode der dritten Staffel des Anime BanG Dream! die Produktion von drei Filmprojekten bekannt gegeben, darunter auch den Zweiteiler BanG Dream! Episode of Roselia. Als Regisseur fungierte Kōdai Kakimoto, welcher bereits in der zweiten und dritten Staffel Regie führte. Produziert wurde der Film im Animationsstudio Sanzigen. Kakimoto schrieb überdies gemeinsam mit Midori Gotō das Drehbuch basierend auf der Vorlage des Mangakas Kō Nakamura. Die im Film zu hörende Musik stammt aus der Feder des Komponistenkollektivs Elements Garden.
Im November 2020 wurde angekündigt, dass der Film am 23. April 2021 in die japanischen Kinosäle anläuft. Der US-amerikanische Zweig des Unternehmens Bushiroad kündigte an, die Filme außerhalb Japans in den Vereinigten Staaten zwischen dem 22. Mai und dem 22. August 2021 im Rahmen eines Online-Events zu zeigen.

## Synchronisation
| Rolle           | Japanische Stimme (Seiyū) |
| --------------- | ------------------------- |
| Yukina Minato   | Aina Aiba                 |
| Lisa Imai       | Yuki Nakashima            |
| Ako Udagawa     | Megu Sakuragawa           |
| Sayo Hikawa     | Haruka Kudō               |
| Rinko Shirokane | Kanon Shizaki             |

## Erfolg
BanG Dream! Episode of Roselia: Yakusoku debütierte auf dem fünften Platz der japanischen Kinocharts. Bis Mitte Mai spielte der Film knapp 94 Millionen Yen – rund 860.000 USD – ein.